# 스테프니

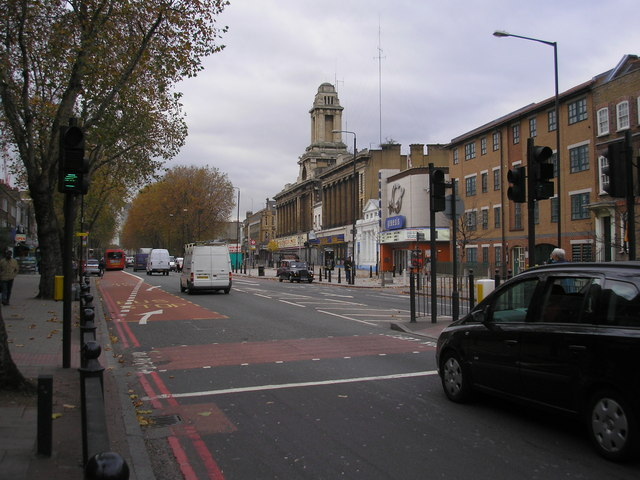
스테프니

스테프니(Stepney)는 런던의 한 구역이다.